# 부안남초등학교
부안남초등학교는 대한민국 전북특별자치도 부안군에 있는 공립 초등학교이다.

## 학교 연혁
| 년 월 일     | 내 용                               |
| ------------ | ----------------------------------- |
| 1956. 03. 01 | 부안남국민학교 인가                 |
| 1956. 04. 10 | 부안남국민학교 개교                 |
| 1990. 03. 01 | 농촌형 급식학교 운영                |
| 1996. 03. 01 | 부안남초등학교로 학교명 개명        |
| 2010. 10. 20 | 석동관 개관                         |
| 2011. 12. 30 | 기초학력책임지도제 최우수학교       |
| 2012. 11. 20 | 전라북도 초등교육과정 우수학교 선정 |
| 2012. 12. 21 | 농촌형 자율학교 지정(2013~2018)     |
| 2013. 01. 31 | 청소년해양교육 연구학교 지정        |
| 2017. 09. 01 | 제 18대 경명곤 교장 부임            |
| 2021. 02. 09 | - 제65회 졸업(13명 누계 5,048명)    |

## 참고 자료
- 부안남초등학교 - 한국교육학술정보원 학교알리미